# 조헌 선생 유허 추모비
조헌 선생 유허 추모비(趙憲先生遺墟追慕碑)는 대한민국 경기도 김포시 감정동, 우저서원에 있는, 조헌 선생의 충절을 추모하기 위한 비석이다. 1979년 9월 3일 경기도의 유형문화재 제90호로 지정되었다.

## 개요
조헌(1544∼1592)은 조선 선조(재위1567∼1608) 때의 학자이며, 임진왜란(1592) 때의 의병장으로 금산전투에서 일본군과 싸우다가 700명의 의병들과 함께 전사하였다.
선생이 태어난 집터에 세워진 추모비이다.
추모비 인근에 조헌의 학문과 덕행을 기리고 지방의 유학교육을 담당하기 위하여 지은 교육기관인 우저서원이 인조 26년(1648) 창건되었다.

## 현지 안내문

### 한글 설명
조헌선생유허추모비
趙憲 先生 遺墟 追慕碑
경기도 유형문화제 제90호
조헌 선생 유허 추모비는 조헌 선생의 충절을 추모하기 위한 비로, 조헌 선생 생가 터에 세운 유허비*이다. 유림 신응순 등의 발원에 의해 광해군 9년(1617)에 건립되었으며, 인조 26년(1648) 우저 서원이 세워지면서 현재는 서원 안에 안치되어 있다.
장방형의 받침돌 위에 대리석 몸돌만을 올린 형태로 총 높이는 207cm이다. 조선 중기 4대 문장가 중 한 사람인 이정구가 비문을 지었으며, 김현성이 해서체로 글씨를 썼다. 비문에는 비를 건립하게 된 배경과 공의 사적이 기록되어 있으며, 임진왜란 때의 의병 활동과 유교의 애군, 우국 정신이 잘 드러나 있다.
* 유허비(遺墟碑): 선인들의 자취가 남아 있는 곳에 그들을 기리기 위하여 세운 비

### 영문 설명
Stele of Jo Heon
Gyeonggi-do Tangible Cultural Heritage No. 90
This stele was erected to honor the loyalty of Jo Heon (1544-1592), a civil official of the Joseon period (1392-1910).
Jo Heon was born at this site in today’s Gamjeong-dong, Gimpo. He was one of the great civilian army leaders during the Japanese invasion of 1592. He led civilian volunteers in a number of important battles at the outbreak of the war, before being killed in action at the Battle of Geumsan.
This stele was erected here in 1617. In 1648, Ujeoseowon Confucian Academy was built here in his honor.
The stele bears an epitaph recording the life and achievements of Jo Heon, as well as information about when and by whom the stele was erected. The epitaph was composed by Yi Jeong-gu, an eminent writer, and calligraphed by Kim Hyeon-seong, a renowned calligrapher-painter.
This stele is made of marble and is erected on a granite foundation, which in total measures 2.07 m in height.

## 같이 보기
- 조헌
- 우저서원

## 참고 자료
- 조헌선생유허추모비 - 국가유산청 국가유산포털